# Hornøya
Hornøya – wyspa na Morzu Barentsa, w północnej Norwegii, w okręgu (fylke) Finnmark, w gminie Vardø. Ma powierzchnię 0,36 km². Jest najbardziej na wschód wysuniętą wyspą kontynentalnej części Norwegii (31° 10ʹ 06,9360ʹʹE).
Wyspa jest niezamieszkana. Najwyższy punkt mierzy 67 m n.p.m. Razem z pobliską wyspą Reinøyą od 1983 roku tworzy rezerwat przyrody.